# 南科利纳斯
南科利纳斯是巴西戈亚斯州的一个市镇。总面积1708.215平方公里，总人口3882人，人口密度2.3人/平方公里。